# Edmondo dell'Anglia orientale
Edmondo (840 o 841 – 20 novembre 869 o 870) fu re dell'Anglia orientale. Salì al trono nell'855, quando era ancora un ragazzo. Morì ucciso dai Dani.

## Vita

### Origini
Secondo Abbone di Fleury (945-1004), ripreso da Florence di Worcester, proveniva «ex antiquorum Saxonum prosapia», aveva cioè discendenza straniera, proveniente dai Sassoni del vecchio continente. In seguito questa incerta interpretazione ha generato la tradizionale agiografia di Edmondo, respinta dagli storici, che parla di parentela sassone, di nascita a Norimberga e identifica il padre con il re Alkmund di Sassonia.
La sua incoronazione ebbe luogo a "Burna" (probabilmente l'attuale Bures St Mary nel Suffolk), che poi funse da capitale del regno.

### L'invasione dei Dani
Della vita di Edmondo nei quattordici anni successivi alla sua incoronazione non si sa niente. Di certo però si sa che in quei tempi l'Inghilterra era continuamente aggredita dai popoli nordici quali i Dani, con sbarchi e saccheggi sulle coste. Questi, coalizzatesi come la Grande armata danese, compirono varie incursioni e scorrerie tra l'866 e l'870. Nell'870, dopo aver svernato nel territorio di York, si diressero attraverso la Mercia verso l'Anglia orientale e stabilirono i loro accampamenti a Thetford. Re Edmondo li sfidò in battaglia, nonostante guidasse forze inferiori, ed i Dani, guidati dai fratelli Ubbe, Ivar e Halfdan Ragnarsson ebbero la meglio, lo uccisero e rimasero padroni del campo di battaglia.

### Il martirio
La cronaca del citato Abbone di Fleury affianca il martirio di Edmondo a quello di san Sebastiano: egli si rifiuta di cedere ai voleri dei Dani (rifiutare la religione cattolica ed accogliere la loro pagana) e viene da questi orribilmente torturato prima di essere ucciso ad Hoxne:
(Abbone di Fleury)
Non sappiamo se questo racconto sia vero e neppure se Edmondo sia morto sul campo di battaglia o se sia stato martirizzato in seguito alla sua cattura in un altro luogo, ma gli elementi che ci raccontano della sua tortura sotto le frecce da parte dei Dani rifiutandosi di disconoscere la fede cristiana e di lasciare sottomettere il suo regno al vassallaggio di un popolo pagano, hanno probabilmente una base di verità. In effetti è cronologicamente possibile che Abbone di Fleury abbia riportato la storia da un testimone oculare (Dunstan).

## Bury Saint Edmunds
La battaglia ebbe luogo a Hoxne, a sud-est di Thetford, ed il corpo fu seppellito a Beadoriceworth, l'attuale Bury St Edmunds. La tomba di Edmondo divenne presto una delle più conosciute in Inghilterra e la reputazione del santo si sviluppò anche nel resto dell'Europa. La data della sua canonizzazione è sconosciuta, ma si trovano chiese dedicate alla sua memoria in tutta l'Inghilterra.

### Leggenda
Sant'Edmondo, Re giusto e martire per il suo popolo, è rimasto più vivo nella memoria popolare che nei documenti storici.
Si tramanda che durante il suo regno era solito prelevare direttamente dalle dispense reali viveri e beni, da donare ai suoi amati sudditi per fare fronte ai duri inverni inglesi.
Per questo ricordo è considerato da molti il patrono dei regali.